# Forpus cyanopygius
Periquito-mexicano ou tuim-mexicano (Forpus cyanopygius) é uma espécie de ave da família Psittacidae.
É endémica do México.
Os seus habitats naturais são: florestas secas tropicais ou subtropicais e florestas secundárias altamente degradadas.